# Идзуми, Сигэтиё
Сигэтиё Идзуми (яп. 泉 重千代 Идзуми Сигэтиё, неизвестно или 1880, магири Омонава, Сайкайдо — 21 февраля 1986, Исен, Кагосима) — японский фермер и педагог, сверхдолгожитель, который считался самым старым мужчиной в мире, прожившим 120 лет и 237 дней.
По словам Идзуми, он прекрасно помнил перепись населения в Японии 1871 года, куда он был вписан 6-летним мальчиком. Идзуми работал до 105 лет преподавателем в школе. В возрасте около 100 лет похоронил 90-летнюю жену.
В течение всей жизни пил сётю («огненную воду» — напиток, вырабатываемый путём перегонки сахара), а в 70 лет начал курить.
Свидетельство о рождении Идзуми сохранилось и являлось документальным подтверждением того, что он действительно был старейшим из когда-либо живших мужчин, чей возраст был достоверно известен. Между тем, ряд японских исследователей считает, что свидетельство о рождении могло принадлежать старшему брату Идзуми, который скончался в раннем возрасте, а его именем родители назвали будущего долгожителя. Согласно расчётам исследователей, действительный возраст Сигэтиё на момент смерти составлял 105 лет.
Своё долголетие Идзуми объяснял благотворным влиянием Бога, Будды, Солнца и Воды. Умер Сигэтиё Идзуми 21 февраля 1986 года в 12:15 по Гринвичу.
Так случилось, что Идзуми скончался в 111-й день рождения ещё одной долгожительницы Жанны Кальман, которая в феврале 1995 года вошла в историю как первая (и пока единственная) среди женщин, чей возраст достоверно превысил 120 лет.